# 专利无效检索
专利无效检索（pantent invalidity search，patentability search），指的是专利授权后，如果公众对该授权专利的新颖性、创造性有异议，那么可以通过检索现有技术中的对比文件，向专利主管部门（如，专利复审和无效审理部 （页面存档备份，存于））提出无效请求。一般无效专利的法律条款有多种（专利法实施细则第65条），而无效检索则是利用对比文件破坏专利权利要求的新颖性、创造性（仅涉及专利法第22条）。

## 法律依据
无效依据：根据中华人民共和国专利法第45条的规定：
```
   自国务院专利行政部门公告授予专利权之日起，任何单位或者个人认为该专利权的授予不符合本法有关规定的，可以请求专利复审委员会宣告该专利权无效。
```

而涉及可以被无效的具体法律条款依据，源自专利法实施细则：依照专利法第四十五条的规定，请求宣告专利权无效或者部分无效的，应当向专利复审委员会提交专利权无效宣告请求书和必要的证据一式两份。无效宣告请求书应当结合提交的所有证据，具体说明无效宣告请求的理由，并指明每项理由所依据的证据。
　  前款所称无效宣告请求的理由，是指被授予专利的发明创造不符合专利法第二条、第二十条第一款、第二十二条、第二十三条、第二十六条第三款、第四款、第二十七条第二款、第三十三条或者本细则第二十条第二款、第四十三条第一款的规定，或者属于专利法第五条、第二十五条的规定，或者依照专利法第九条规定不能取得专利权。
专利法第22条具体规定：
```
   授予专利权的发明和实用新型，应当具备新颖性、创造性和实用性。
```

新颖性，是指该发明或者实用新型不属于现有技术；也没有任何单位或者个人就同样的发明或者实用新型在申请日以前向国务院专利行政部门提出过申请，并记载在申请日以后公布的专利申请文件或者公告的专利文件中。创造性，是指与现有技术相比，该发明具有突出的实质性特点和显著的进步，该实用新型具有实质性特点和进步。实用性，是指该发明或者实用新型能够制造或者使用，并且能够产生积极效果。本法所称现有技术，是指申请日以前在国内外为公众所知的技术。
上述法条指出，对比文件可以是现有技术也可以是抵触申请专利文件（在欲无效专利申请日之前申请，在欲无效专利申请日之后公开的中国专利文件，即“先申请在后公开”），用现有技术或抵触申请文件（一般通过检索，仅挑选若干对比文件）去挑战被授予专利权的权利要求，则只能是专利法第22条所涉及的新颖性和创造性。
在无效的过程中，由于存在很多争议，最高人民法院出台了一系列解释措施，在无效时需要考虑这些解释的限制作用，尤其是对于权利要求的解读。具体内容可以参考司法解释。

## 途径
无效一件专利，作为普通的企业或个人，如果不具备相应的知识储备，特别是长期的检索锻炼和对新颖性、创造性的理解，那么无效一件专利的难度是较高的。一般来讲，很多企业或个人均选择的专利事务所/代理所（如中国的超凡、柳沈、集佳，以及国外的cpa global等）或具备一定从业经验的收费廉价的个人、淘宝商家等，来提供相应的法律服务。

## 成功率
历史统计数据表明，中国发明专利的无效成功率为42%（patentics统计），而美国专利则达到80%。

## 常用数据库
常用的检索数据库有：
谷歌专利 （页面存档备份，存于）、谷歌学术（页面存档备份，存于）、wipo （页面存档备份，存于）、epo、globaldossier （页面存档备份，存于）等。
世界各国的专利官方网站，在该链接 （页面存档备份，存于）中可以找到。